# پنیر در تله
پنیر در تله (انگلیسی: Cheese in the Trap; کره‌ای: 치즈인더트랩) یک مجموعه مانهوای محصول کره جنوبی به نویسندگی و تصویرگری سون‌کی است. این وب‌تون از سال ۲۰۱۰ در پورتال ناور منتشر شد و نخستین نسخهٔ چاپی آن در مارس ۲۰۱۲ منتشر شد. این وب‌تون در یک درام کره‌ای با همین نام اقتباس شد که از ۴ ژانویه ۲۰۱۶ پخش شد. یک فیلم با همین نام نیز در ۱۴ مارس ۲۰۱۸ منتشر شد.

## رسانه
این وب‌تون در ژاپن به صورت کتاب فیزیکی توسط شرکت کودوکاوا با تغییر نام شخصیت‌ها و ملیت آنها به ژاپنی، منتشر شد. برای پروموت جلدهای ۷ و ۸ ژاپنی، یک پیش‌نمایش با صداگذاری آئویی یوکی برای شخصیت یوکی آکایاما (هونگ سول) و یوشی‌ماسا هوسویا برای شخصیت جونگ آئوتا (یو جونگ) در یوتیوب منتشر شد.